# Roxettes miniturné 2010
Namnlös miniturné var en konsertturné med Roxette under 2010.

## Konserter
- 7 augusti 2010 - Norrporten Arena, Sundsvall, Sverige
- 8 augusti 2010 - Smukfest, Skanderborg, Danmark
- 14 augusti 2010 - Marknadsplatsen, Halmstad, Sverige
- 21 augusti 2010 - Viste strand, Stavanger, Norge
- 10 september 2010 - Moscow Mega Sport Arena, Moskva, Ryssland
- 12 september 2010 - New Arena, Sankt Petersburg, Ryssland